# Pessac-Léognan

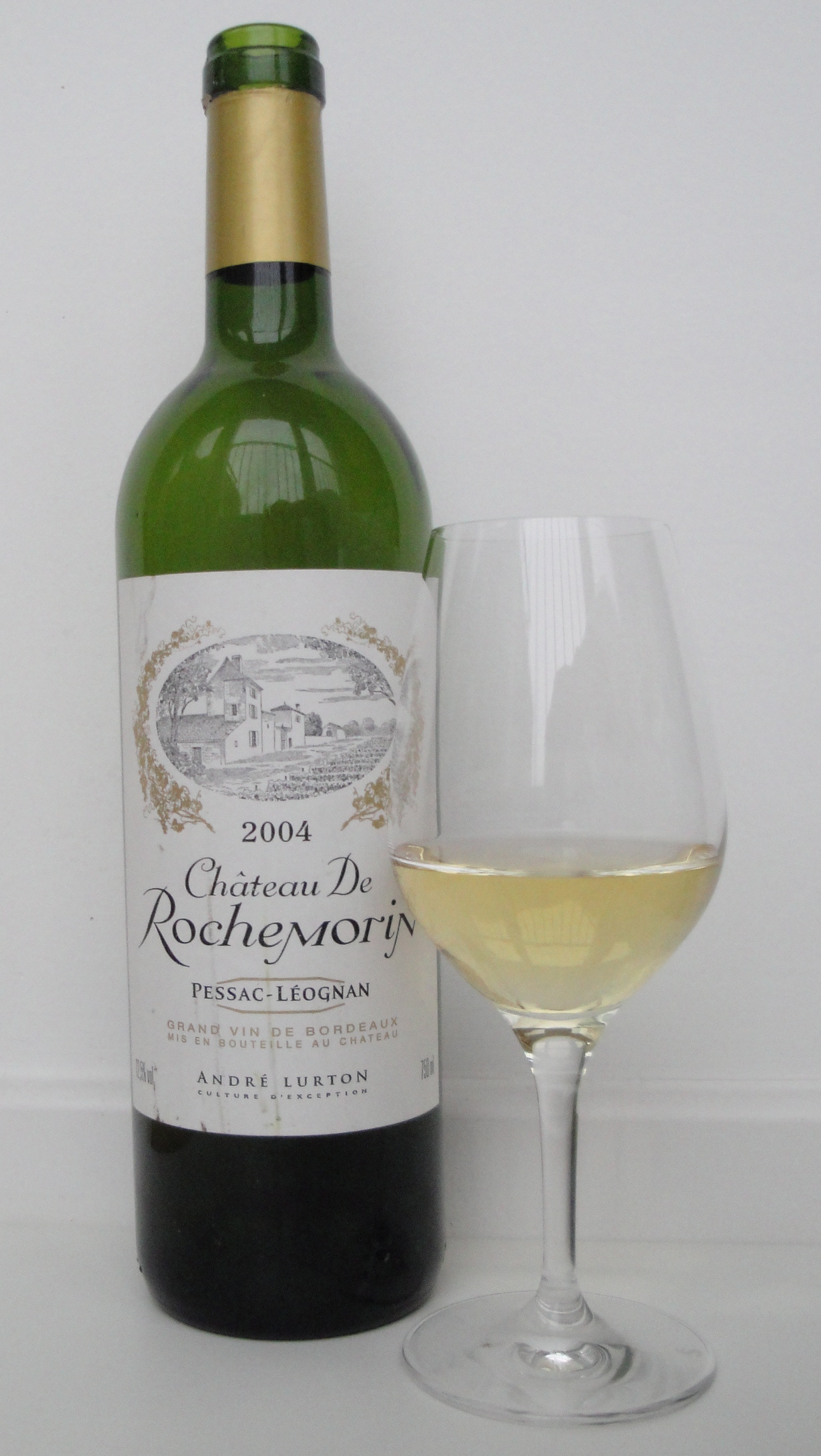
Ein weißer Wein aus Pessac-Léognan

Das Gebiet Pessac-Léognan ist ein Weinbaugebiet in der Weinbauregion Graves, einem Teil des Bordeaux.
Seit dem 9. September 1987 besitzt es den Status einer eigenständigen Appellation d’Origine Contrôlée (kurz AOC). Auf ca. 1288 Hektar Rebfläche werden durchschnittlich 68.500 Hektoliter Wein geerntet. 1000 Hektar sind dabei den roten Rebsorten gewidmet; die restlichen 288 den weißen Sorten.

## Boden und Klima
Der Name Graves leitet sich vom steinigen Boden (gravier: Kiesel) her, der in der lokalen Sprache Las Grabas de Bourdeus genannt wird. Der nährstoffarme Boden ist von Steinen übersät. Diese Steine speichern die Sonnenenergie des Tages und geben die Wärme in der Nacht ab. Dadurch entsteht ein sehr günstiges Mikroklima, das den Reben zugutekommt. Das Gebiet Pessac-Léognan erstreckt sich von der Stadt Bordeaux im Norden bis zur Gemeinde Martillac im Süden auf einem ca. zehn Kilometer langen und max. sechs Kilometer breiten Streifen. Das Gebiet ist westlich und südlich von Pinienwäldern geschützt. Östlich dient der Fluss Garonne als Wärmespeicher.
Das Klima ist mild und feucht. Die Jahres-Durchschnittstemperatur liegt bei 12,9 °C, und die mittlere Sonnenscheindauer liegt bei 1991 Stunden/Jahr. Der Niederschlag verteilt sich über das ganze Jahr. Die Menge von 833 l/m² und Jahr fällt an 170 Tagen im Jahr.

## Geschichte
Vor 2000 Jahren legten hier die Römer die ersten Weingärten Bordeaux’ an, und der römische Autor Columella berichtet begeistert über die hervorragenden Weine. Im Jahr 1154 wurde die aus Aquitanien stammende Eleonore von Aquitanien Königin von England. Während ihrer Herrschaft wurden die Handelsbeziehungen zwischen Bordeaux und England stark ausgeweitet. Um das Jahr 1300 gründete der Erzbischof von Bordeaux, Bertrand de Got, und spätere Papst Clemens V. ein Weingut, das unter dem Namen Château Pape-Clément heute noch existiert. Die Weine aus Graves begründeten in jener Zeit den Ruhm des Bordeaux. Von 1531 bis 1551 legt Jean de Pontac im Ortsteil Haut-Brion einen Weinberg an, der unter dem Namen Château Haut-Brion das erste große Qualitätsweingut Bordeaux war. Im 18. Jahrhundert trug Charles de Secondat, Baron de Montesquieu (1689–1755) viel zur wachsenden Bekanntheit sowohl an den Höfen von Paris als auch Englands bei. Er wurde auf Château La Brède geboren und hatte zeit seines Lebens ein offenes Ohr für die Nöte der Winzer aus Graves.
Allein von 1908 bis 1981 wurden in unmittelbarer Nähe der Stadt Bordeaux 238 Weingüter aufgegeben. Vier der bekanntesten Weingüter des Gebietes liegen mittlerweile innerhalb der dicht bebauten Agglomeration von Bordeaux. Château Haut-Brion, Château Les Carmes-Haut-Brion und Château Pape-Clément befinden sich im Vorort Pessac, und in Talence liegt Château La Mission Haut-Brion.
Im Jahr 1953 wurden 16 Weingüter klassifiziert, die den Titel Cru Classés de Graves tragen dürfen. Alle klassifizierten Châteaux liegen in der Subregion Pessac-Léognan.

### Klassifikation der Region Graves
Als Château Haut-Brion in der Bordeauxwein-Klassifikation von 1855 in den obersten Rang eines Premier Grand Cru gestuft wurde, war es das einzige Gut aus der Region Graves, dem die Ehre der Klassifizierung zuteil kam. Dem lange gehegten Wunsch einer ähnlichen Liste für das Graves wurde durch eine Gesetzesnovelle aus dem Jahr 1949 entsprochen. Daher wurde erst am 7. August 1953 eine erste Klassifizierung veröffentlicht, die durch eine Überarbeitung vom 16. Februar 1959 endgültig definiert wurde. Es fällt dabei auf, dass alle klassifizierten Gewächse der Region Graves aus der Appellation Pessac-Léognan stammen.
Klassifiziert für Rot- und Weißwein:
- Château Bouscaut aus der Gemeinde Cadaujac
- Château Carbonnieux aus Léognan
- Domaine de Chevalier aus Léognan
- Château Latour-Martillac aus Martillac
- Château Malartic-Lagravière aus Léognan
- Château Olivier aus Léognan

Klassifiziert nur für Rotwein:
- Château Haut-Bailly aus Léognan
- Château Haut-Brion aus Pessac
- Château de Fieuzal aus Léognan
- Château La Mission Haut-Brion aus Talence
- Château Pape-Clément aus Pessac
- Château Smith Haut Lafitte aus Martillac
- Château La Tour Haut-Brion aus Talence

Klassifiziert nur für Weißwein:
- Château Couhins aus Villenave-d’Ornon
- Château Couhins-Lurton aus Villenave-d’Ornon
- Château Laville-Haut-Brion aus Pessac

## Zugelassene Rebsorten
Für die Rotweine sind die Rebsorten Merlot (mittlerer Anteil 46 %), Cabernet Sauvignon (mittlerer Anteil 49 %), Cabernet Franc, Malbec und Petit Verdot zugelassen. Die Appellationsvorschrift sieht eine Erntebeschränkung von 45 Hektoliter/Hektar vor.
Bei den Weißweinen kommen Sémillon (mittlerer Anteil 69 %), Sauvignon Blanc (mittlerer Anteil 29 %) und Muscadelle zum Einsatz. Hier sieht die Appellationsvorschrift eine Erntebeschränkung von 48 Hektoliter/Hektar vor.

## Zugelassene Gemeinden
Cadaujac, Canéjan, Gradignan, Léognan, Martillac, Mérignac, Pessac, Saint-Médard-d’Eyrans, Talence und Villenave-d’Ornon